# 29212 Zeeman
29212 Zeeman è un asteroide della fascia principale. Scoperto nel 1991, presenta un'orbita caratterizzata da un semiasse maggiore pari a 2,8809431 au e da un'eccentricità di 0,0479454, inclinata di 2,30912° rispetto all'eclittica.
L'asteroide è dedicato al fisico olandese Pieter Zeeman.